# 拉美西姆
拉美西姆祭廟（英語：Ramesseum，又稱拉美西姆神廟），是古埃及法老拉美西斯二世（拉美西斯大帝， 又稱拉姆西斯、拉米西斯）的神廟，位於上埃及的底比斯大墓地，地處現今埃及的樂蜀市，橫跨尼羅河。「拉美西姆」的法語名稱“Rhamesséion”一詞是由埃及學家让-弗朗索瓦·商博良創造，他於1829年造訪神廟，并首次破譯埃及象形文字。神廟最初的名稱為“在阿蒙的疆域下統一底比斯之城的Usermaatra-setepenra萬年之祭廟”，其中「Usermaatra-setepenra」是拉美西斯二世的登基名。

## 歷史

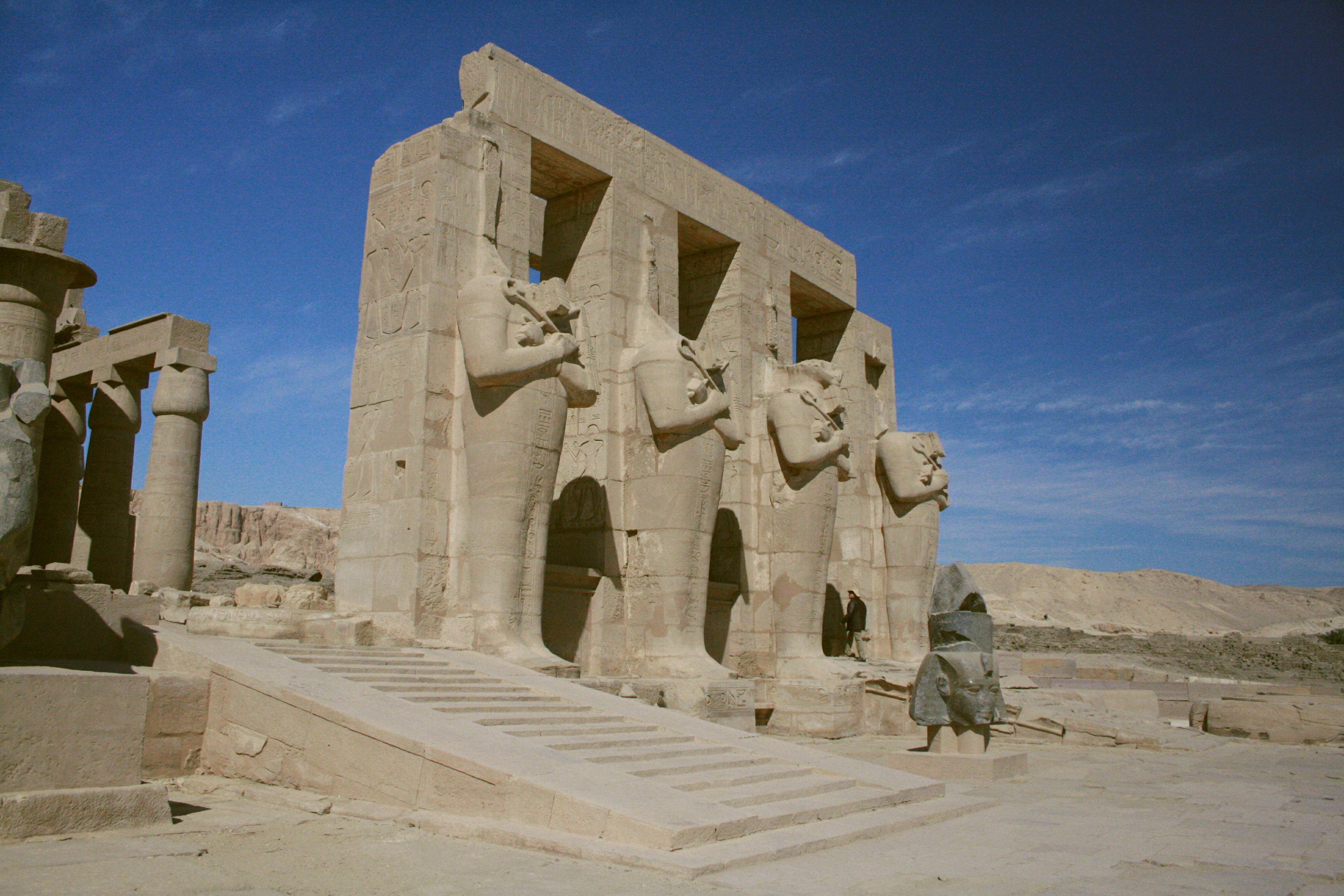
奧西里斯的雕塑

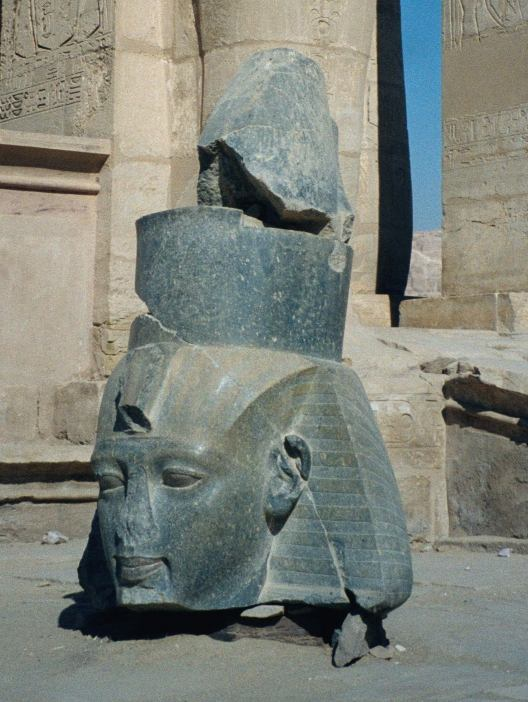
“另一個”花崗岩頭像

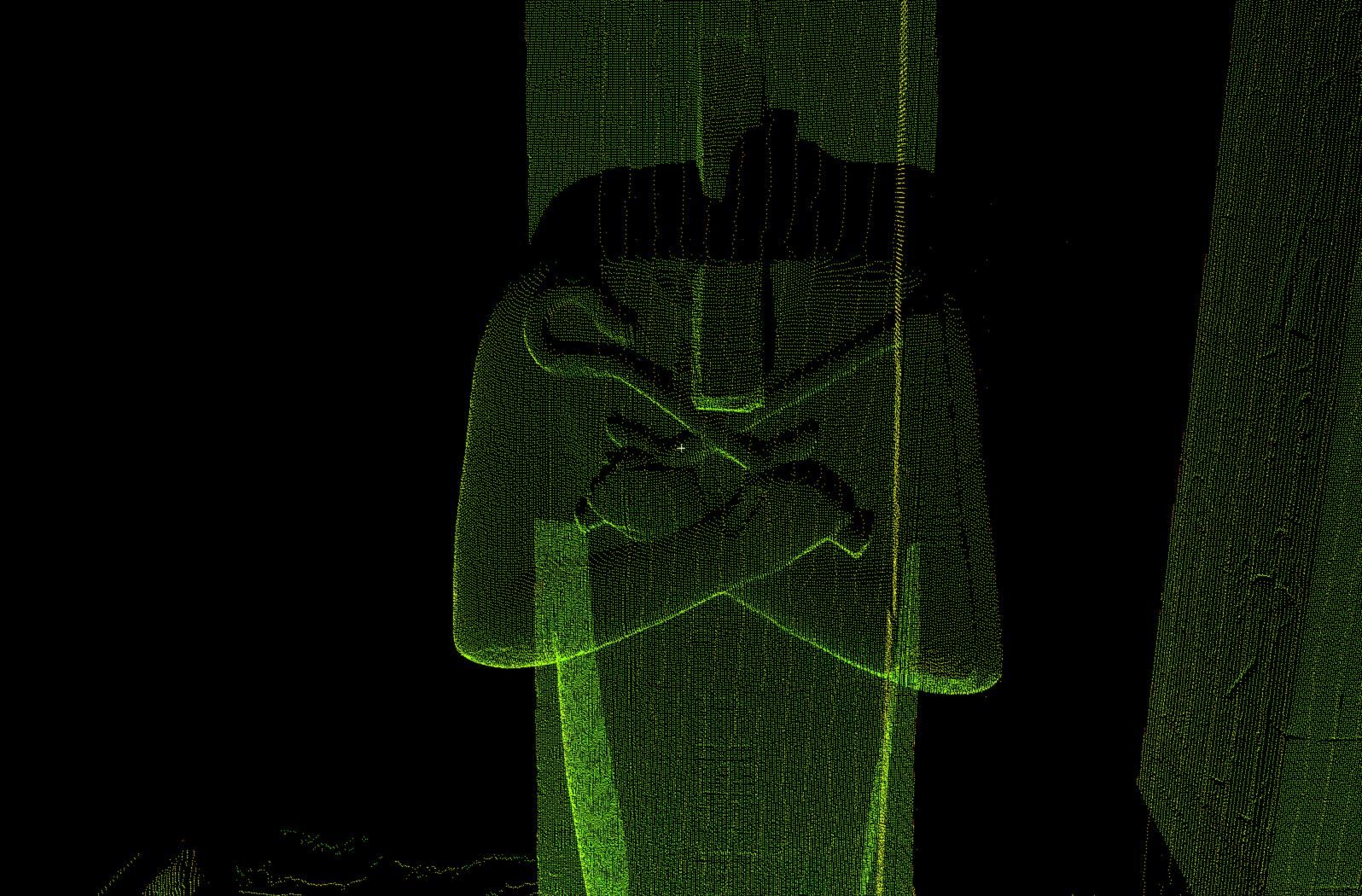
第二殿的無頭奧西里斯廟柱，激光掃描點雲圖，資料來源：CyArk/埃及最高文物委員會合作研究

法老拉美西斯二世一生中曾下令改造、掠奪以及建造许多建筑,其中最傑出的是按照新王朝時期帝王陵寢慣例建造的拉美西姆祭廟。發掘出的记录表明，该项目的工作在他执政后不久就开始了，并持续了20年。
拉美西斯的祭廟遵循了新王朝時期廟與建築的標準。这座寺庙位于西北和东南方向，包括两个塔門(作為大門，大约60米宽)，相互接續，每個都通向前院。 在第二個庭院，建築群的中心，有一個48柱的多柱廳，環繞著內殿。
在第一庭院前屹立著一座巨大的石塔，左邊是皇家宮殿，巨大的國王雕像在其後邊。

按照惯例，塔门和外墙上都装饰着纪念法老的军事胜利的场景，并留下了他对神的奉献和亲属关系的记录。在拉美西斯的功績中，卡迭石战役(公元前1274年)作為非常重要的一部分被記述;然而更有趣的是，第一个塔顶上的一个街区记录了執政第八年的一次掠夺。他劫掠了一个叫做“Shalem”的城市，这个城市可能是耶路撒冷。
拉美西姆現存的其中一座塔門的壁畫上描繪了偉大的法老和他的軍隊在卡疊許擊敗亞述軍隊的畫面，正如“潘道爾史詩”記述的那樣。

## 出土及研究

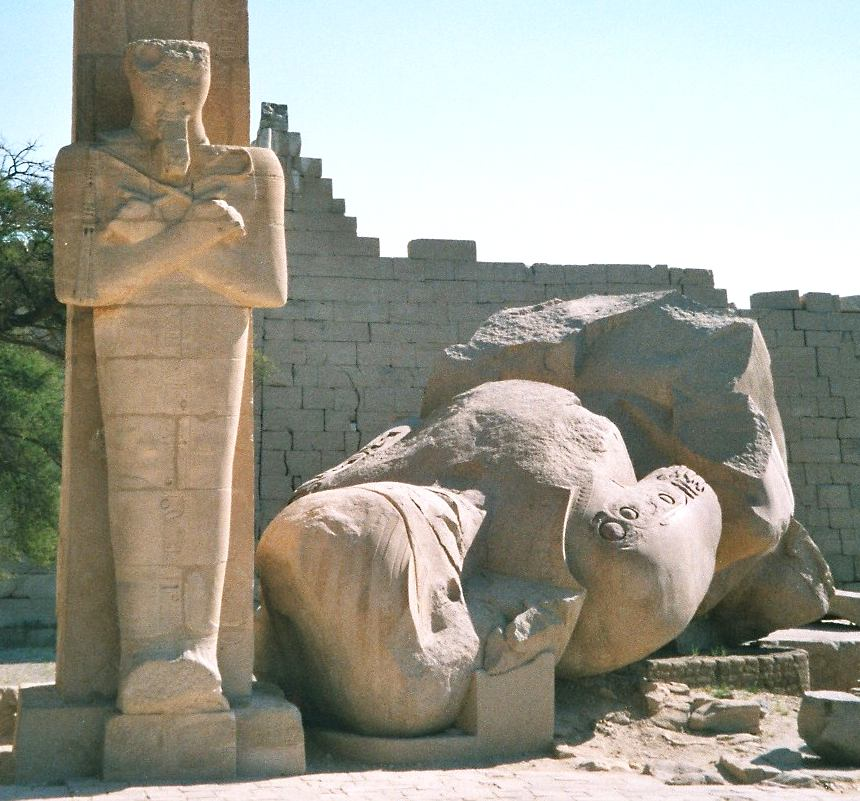
奧兹曼迪亚斯巨像

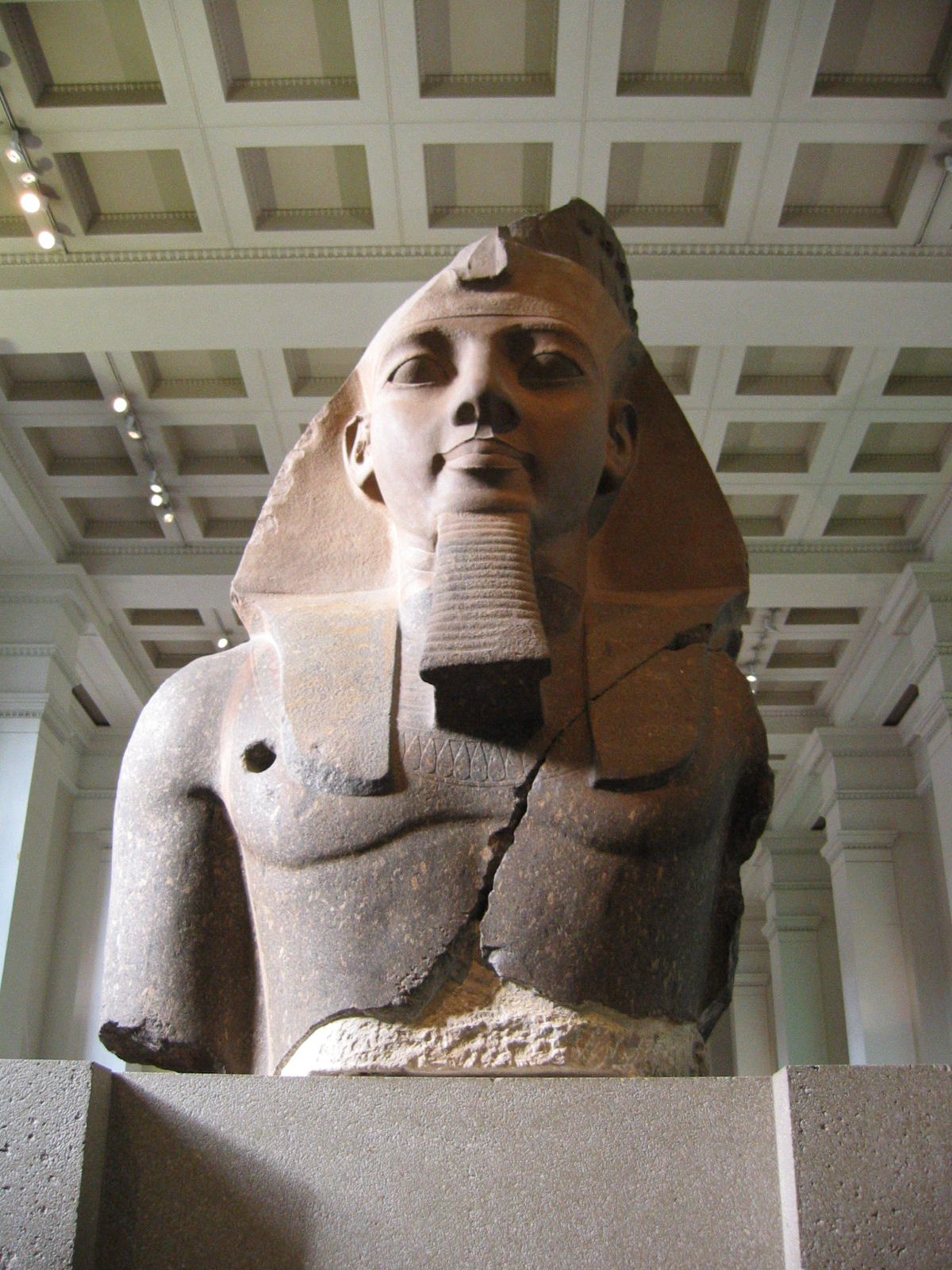
拉美西斯二世雕像

### 部分來自拉美西姆的文物

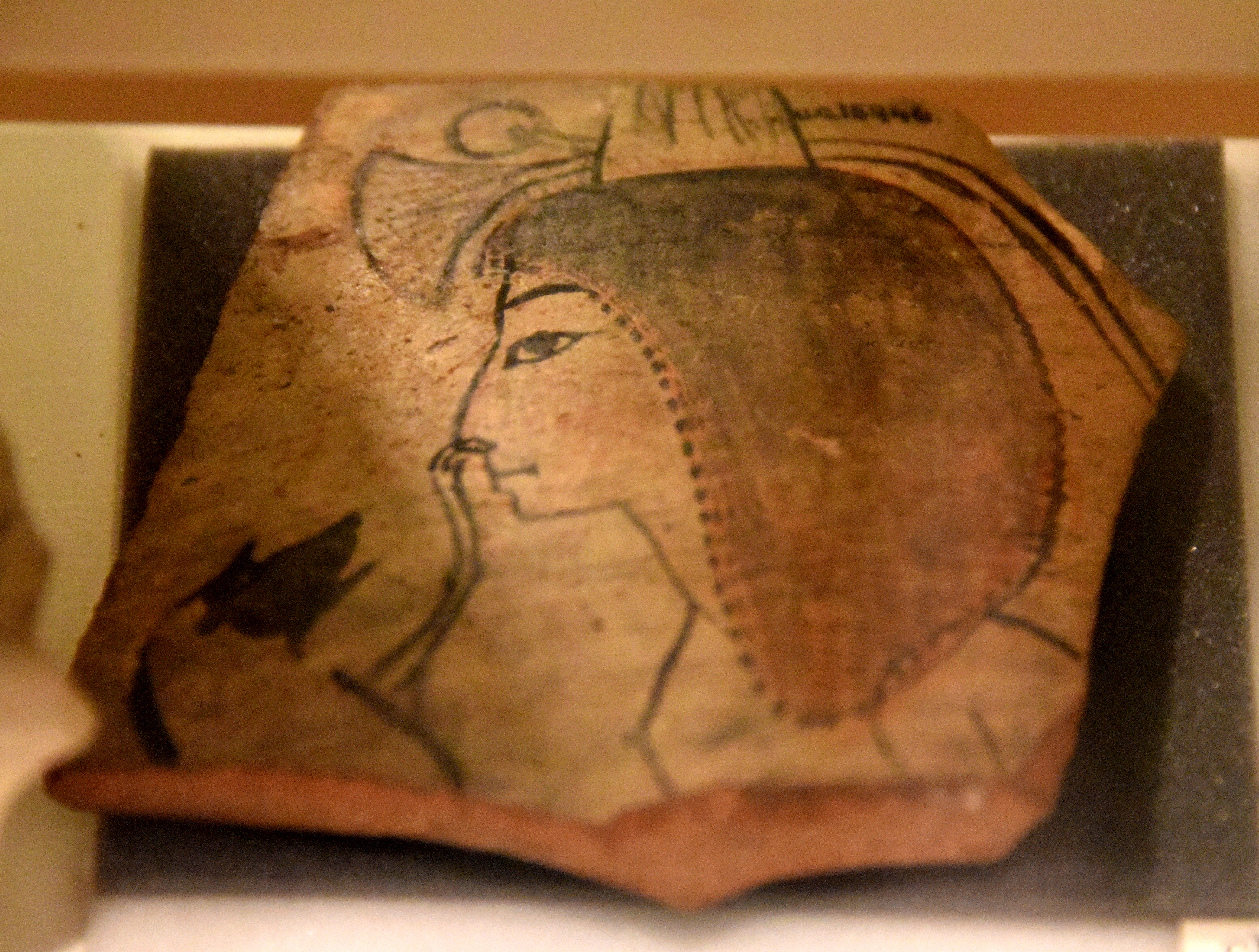
Pottery shred showing a monkey scratching a girl's nose. 20th Dynasty. From the so-called Artists' School at Ramesseum, Thebes, Egypt. The Petrie Museum of Egyptian Archaeology, London
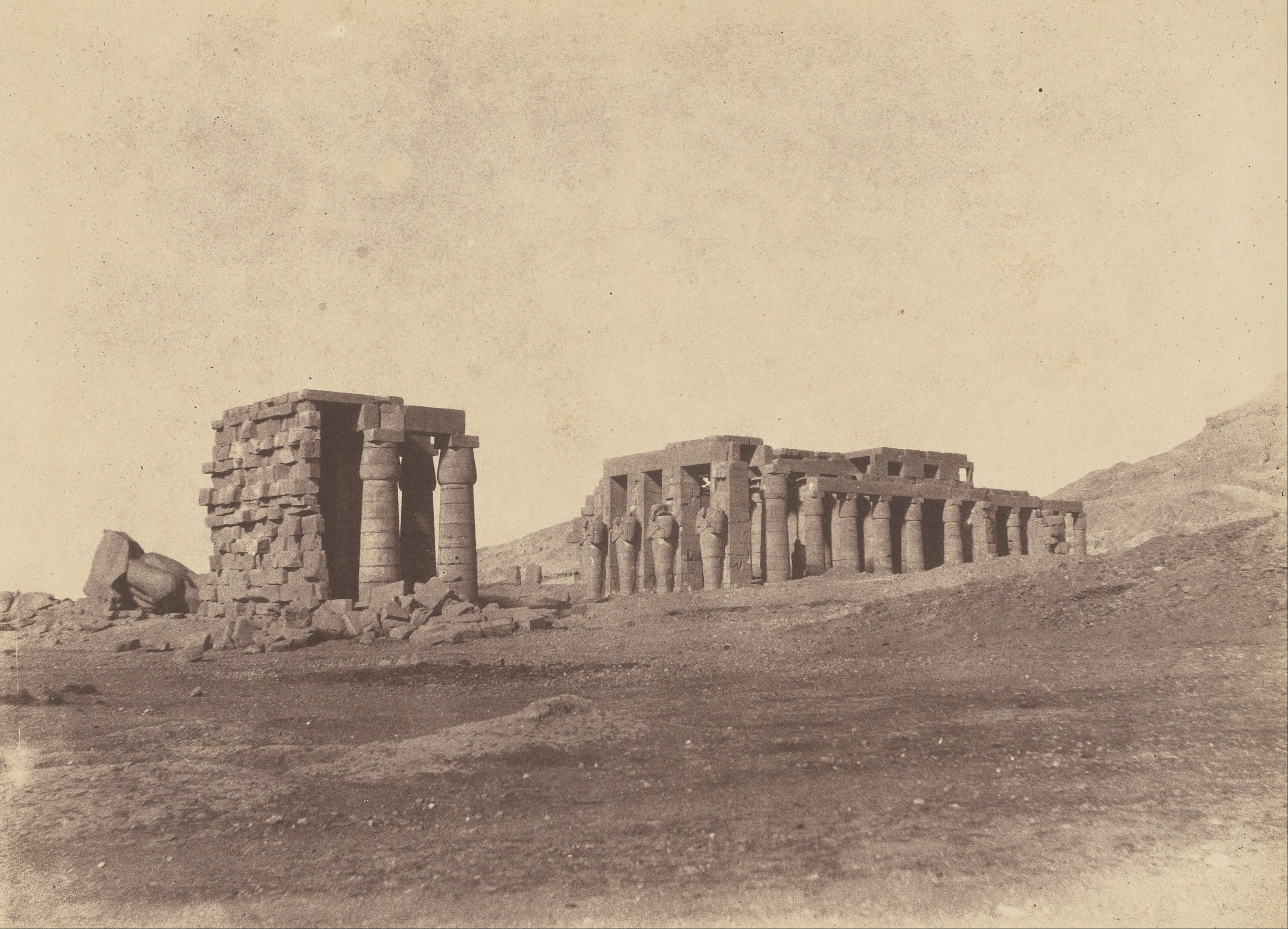
最早的照片, 约翰·贝斯利·格林尼摄于1854年
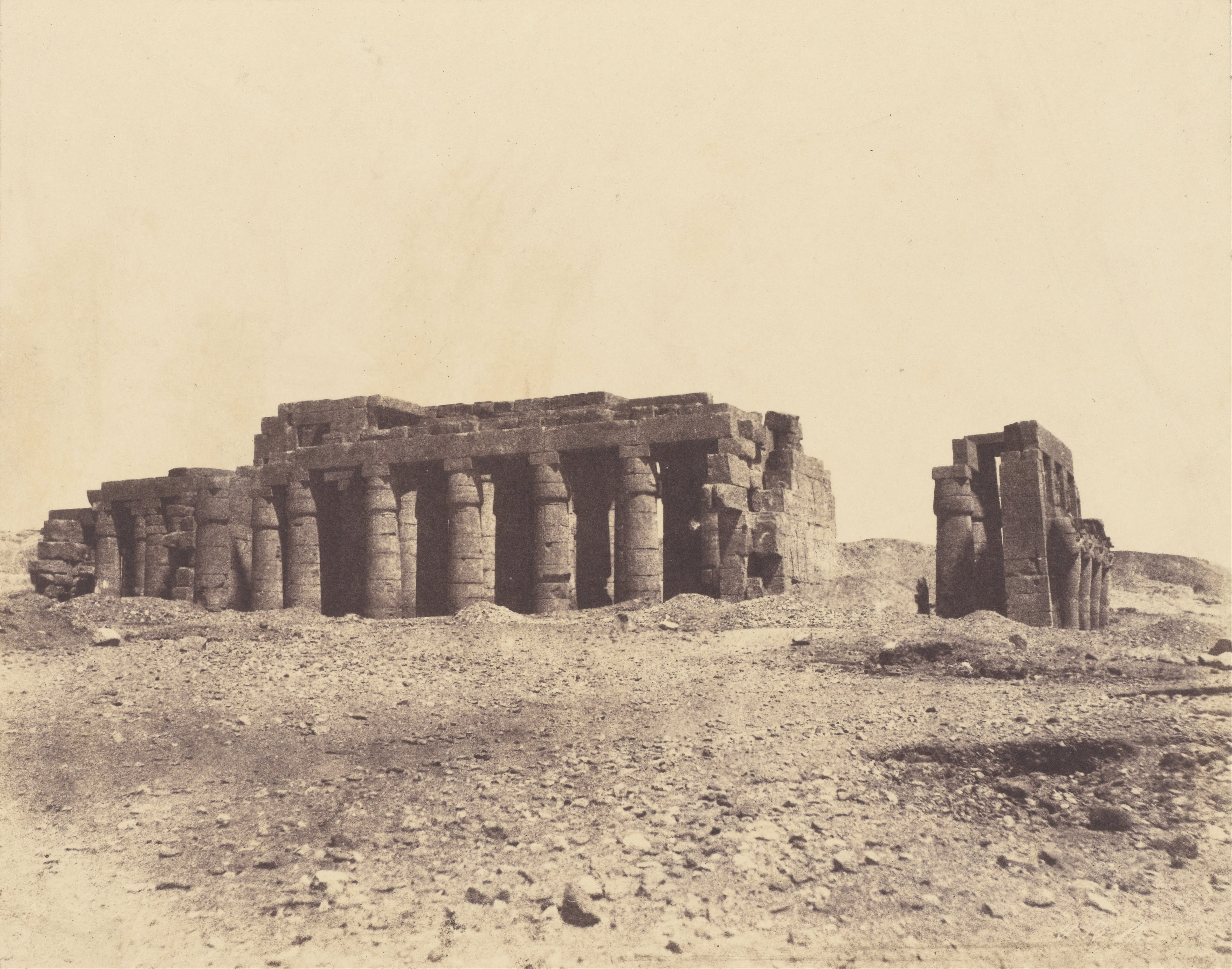
最早的照片,约翰·贝斯利·格林尼摄于1854年
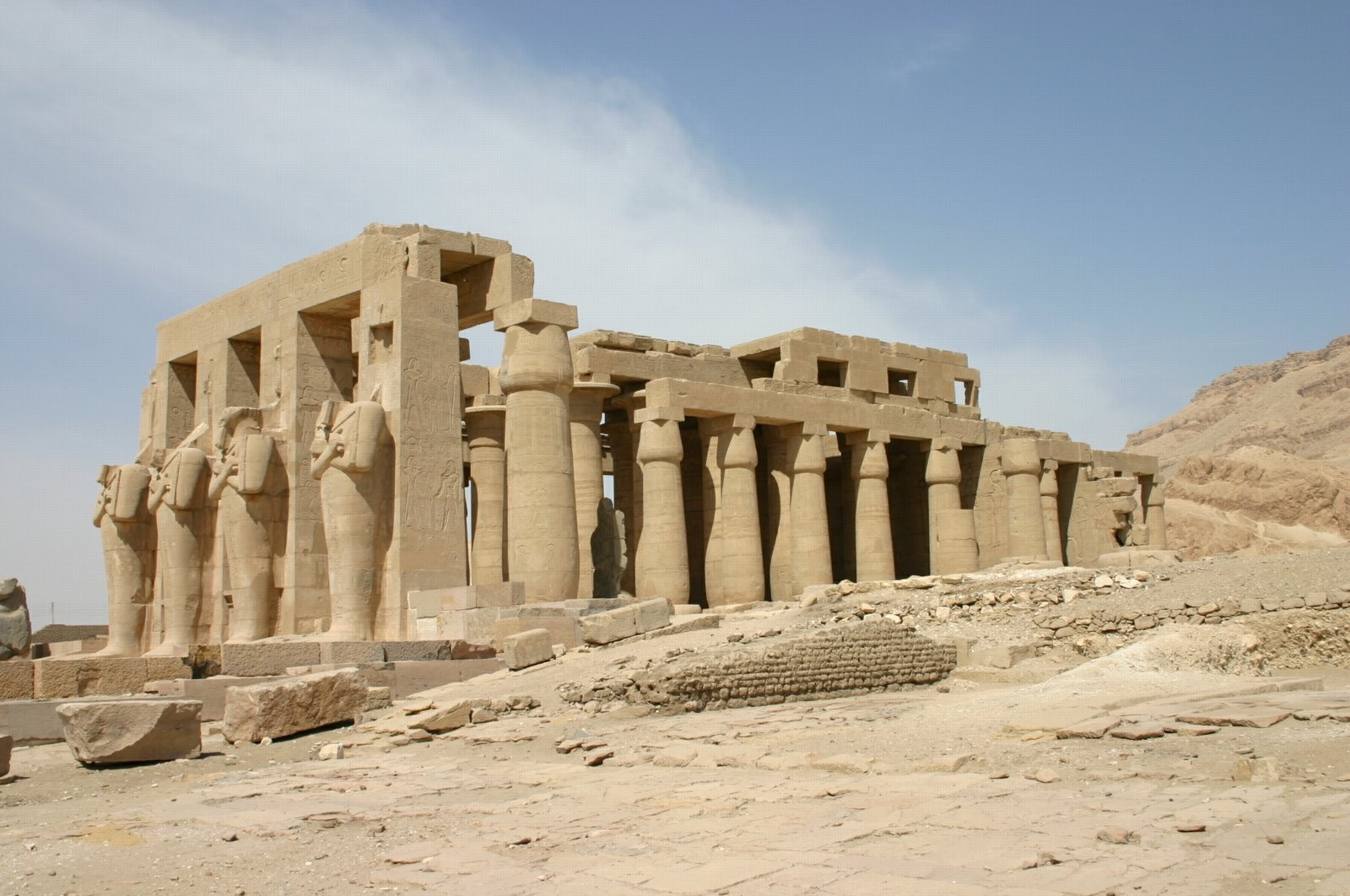
Temple of Ramesses II, Luxor
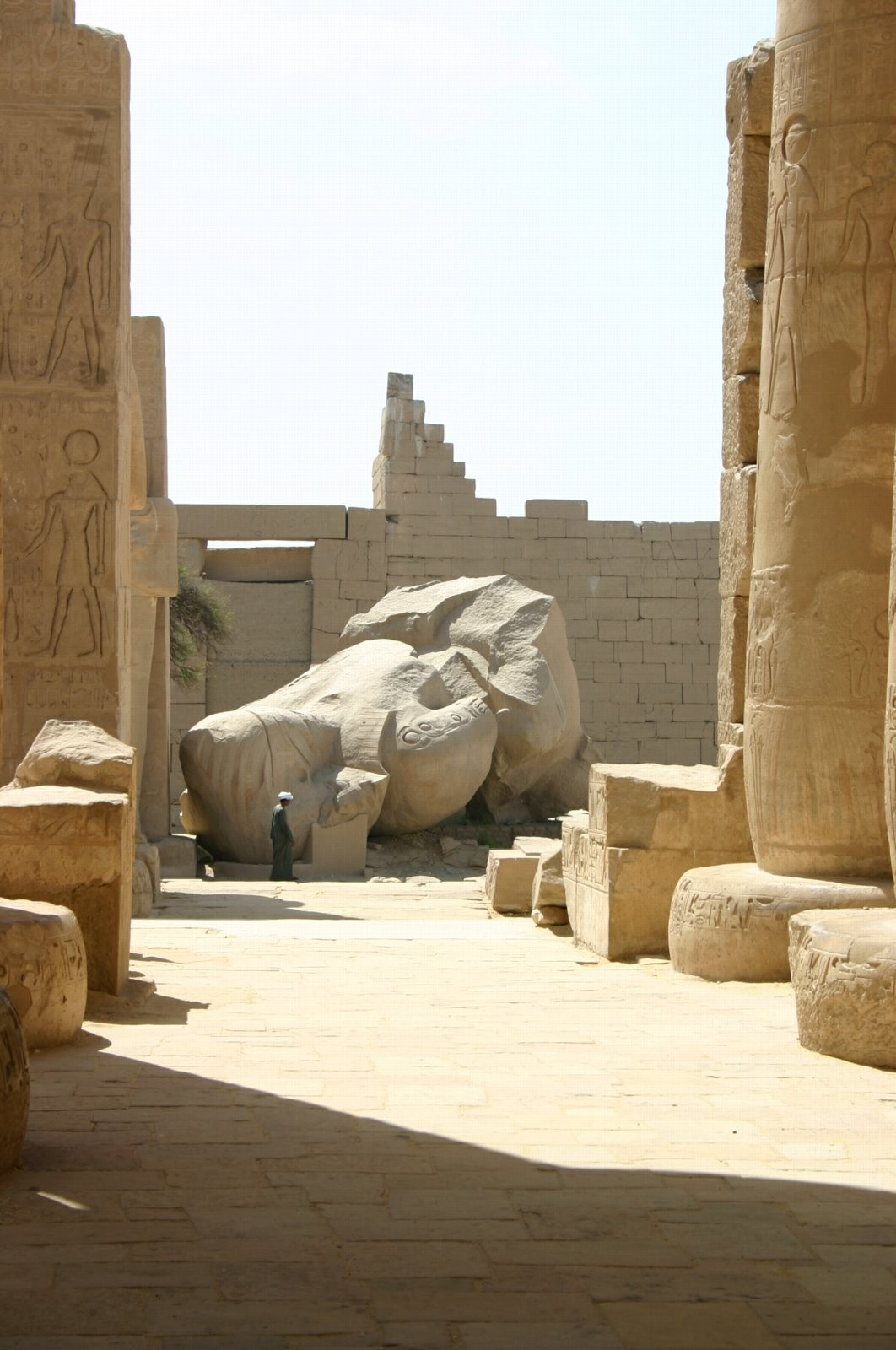
Temple of Ramesses II, Luxor
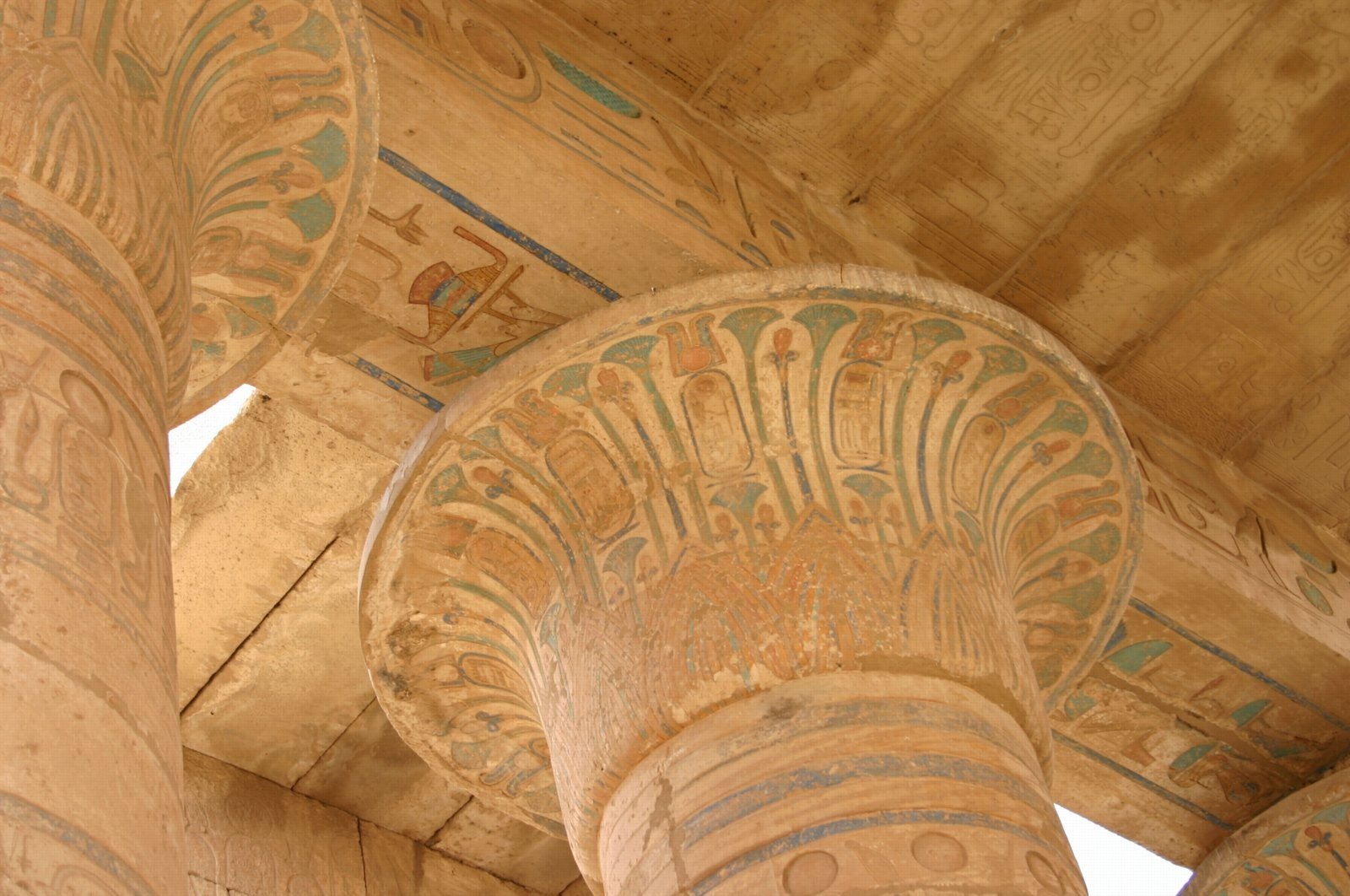
Temple of Ramesses II, Luxor
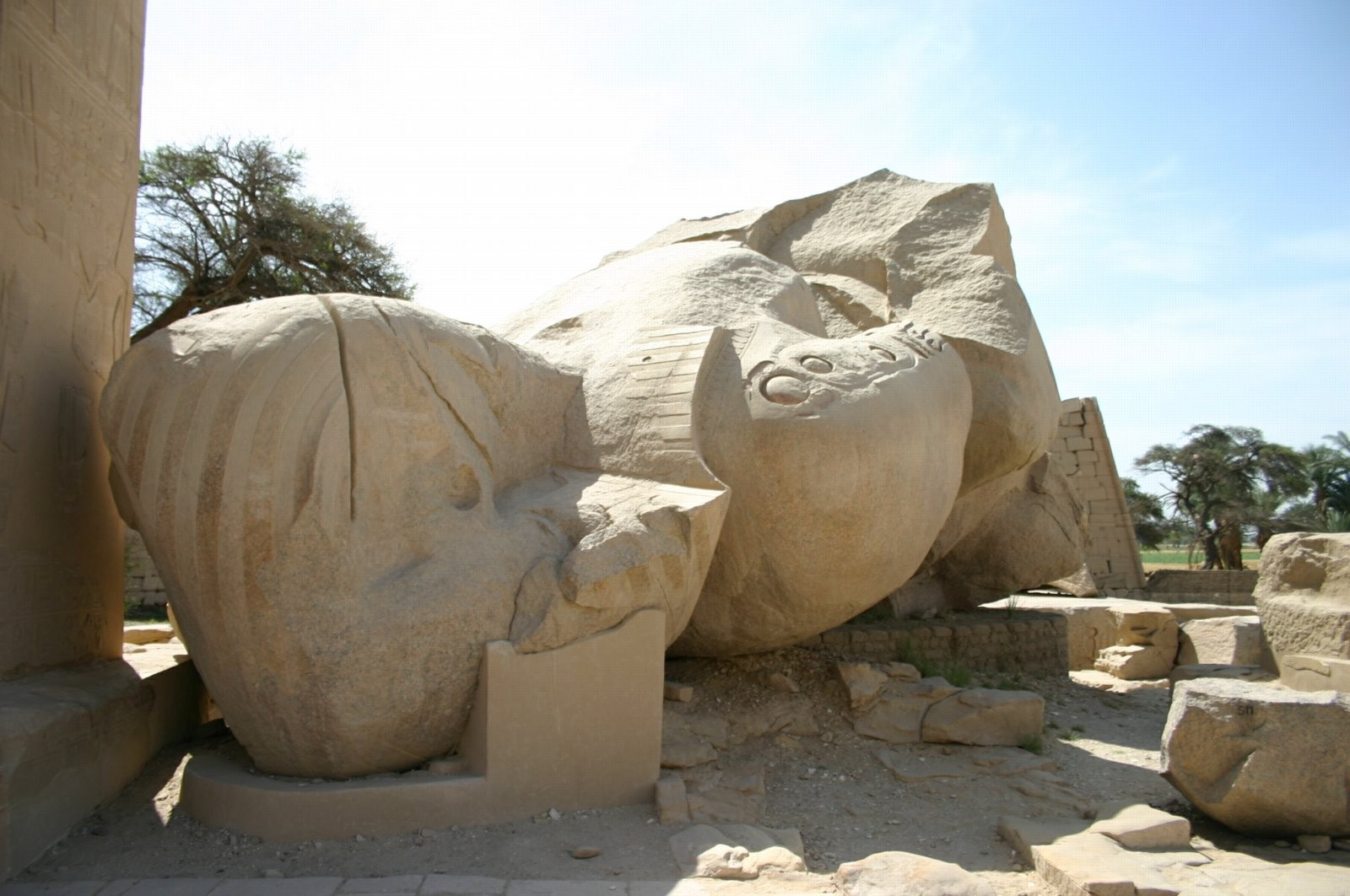
Temple of Ramesses II, Luxor
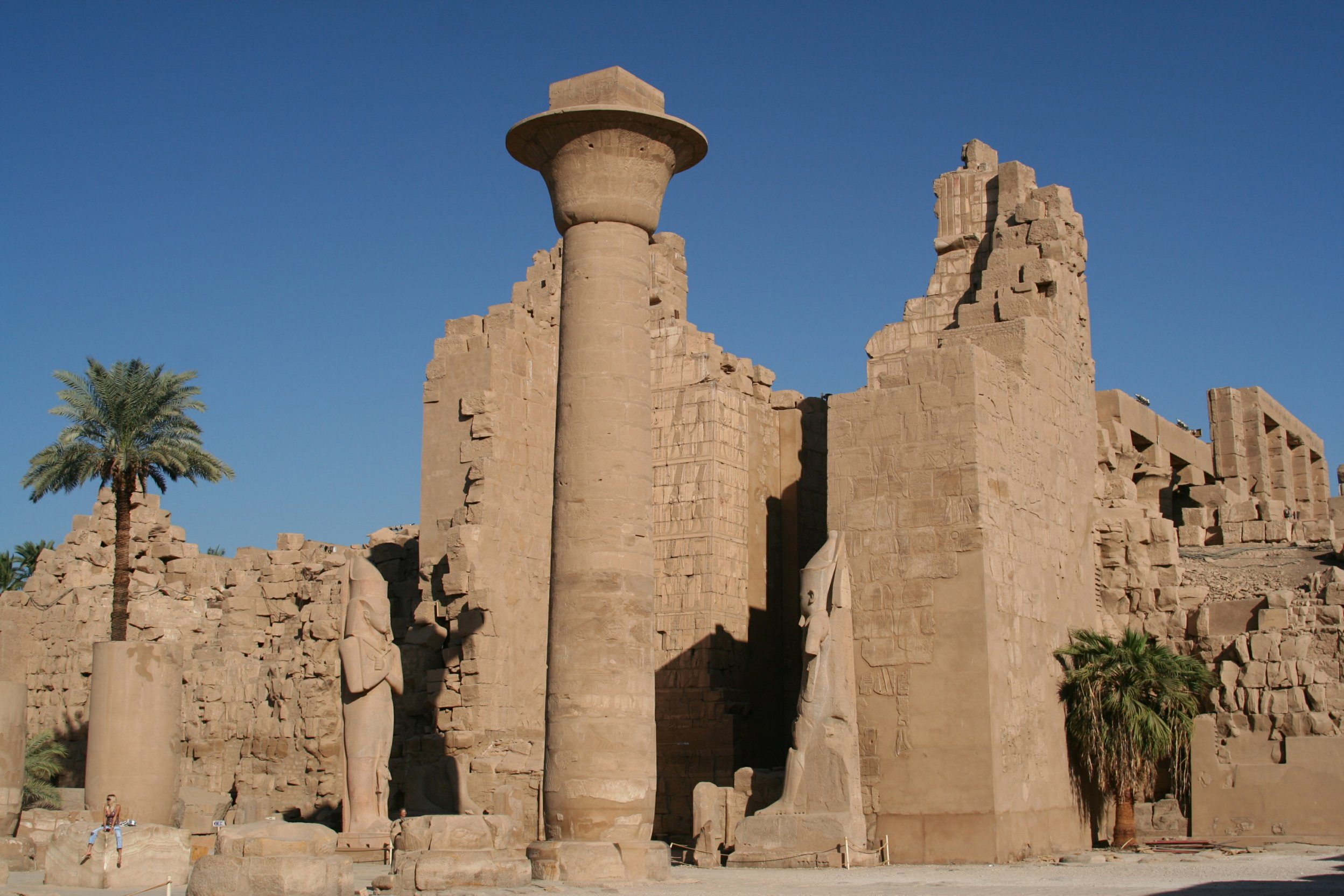
Temple of Ramesses II, Luxor
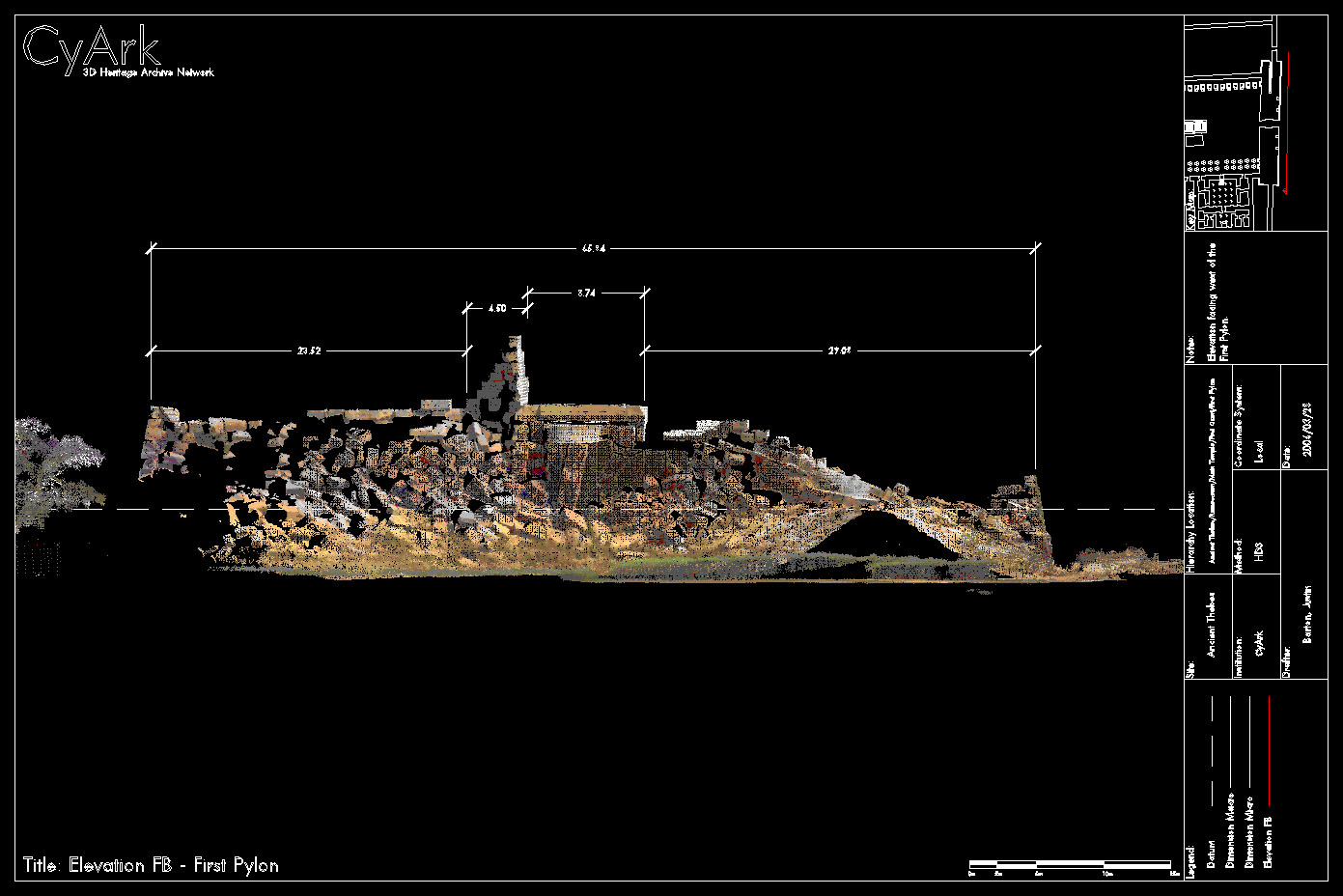
Photo-textured laser scan elevation of Ramesseum First Pylon, Thebes.
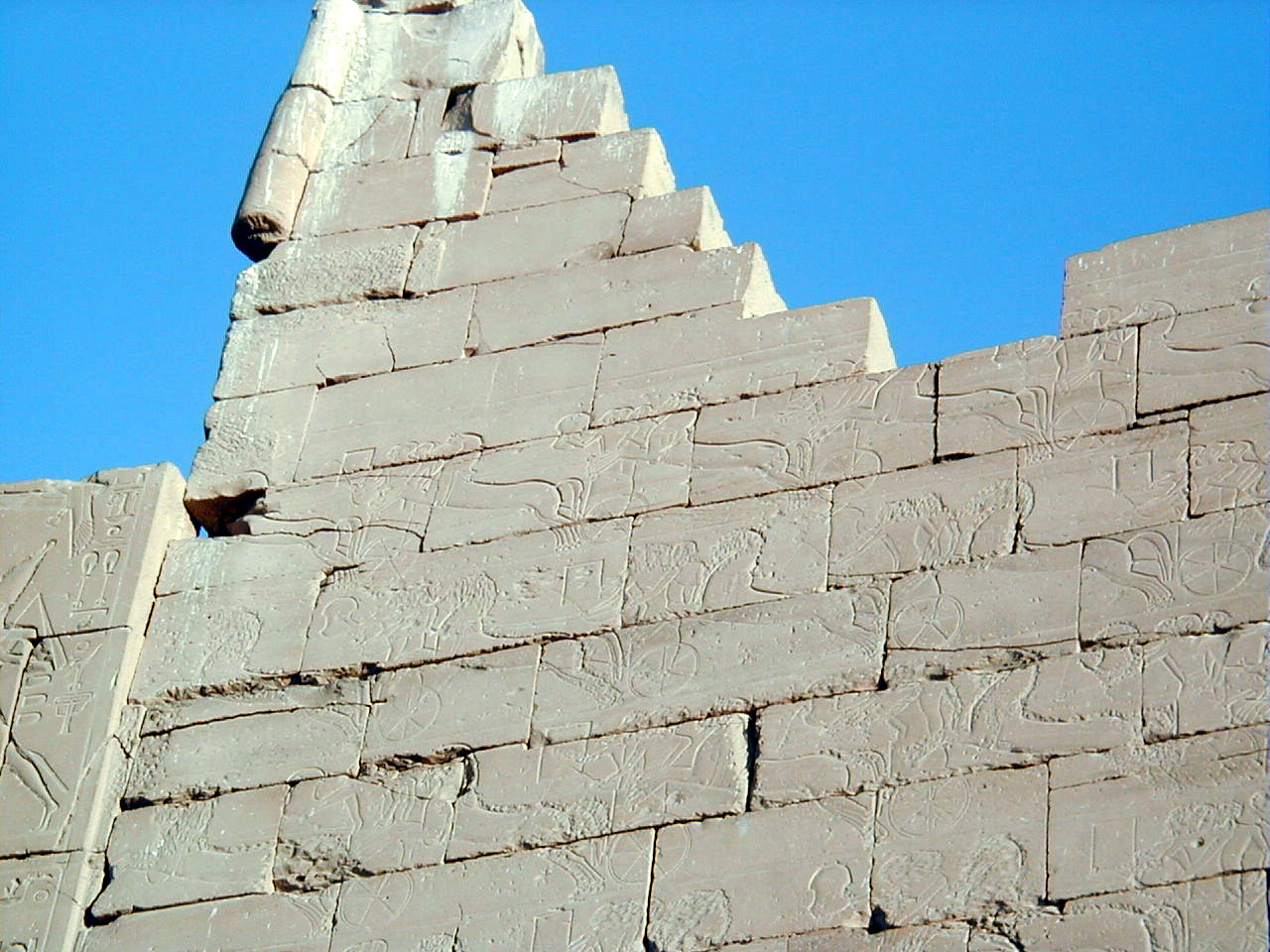
Photo of engraved battle scenes on Ramesseum First Pylon, Thebes.
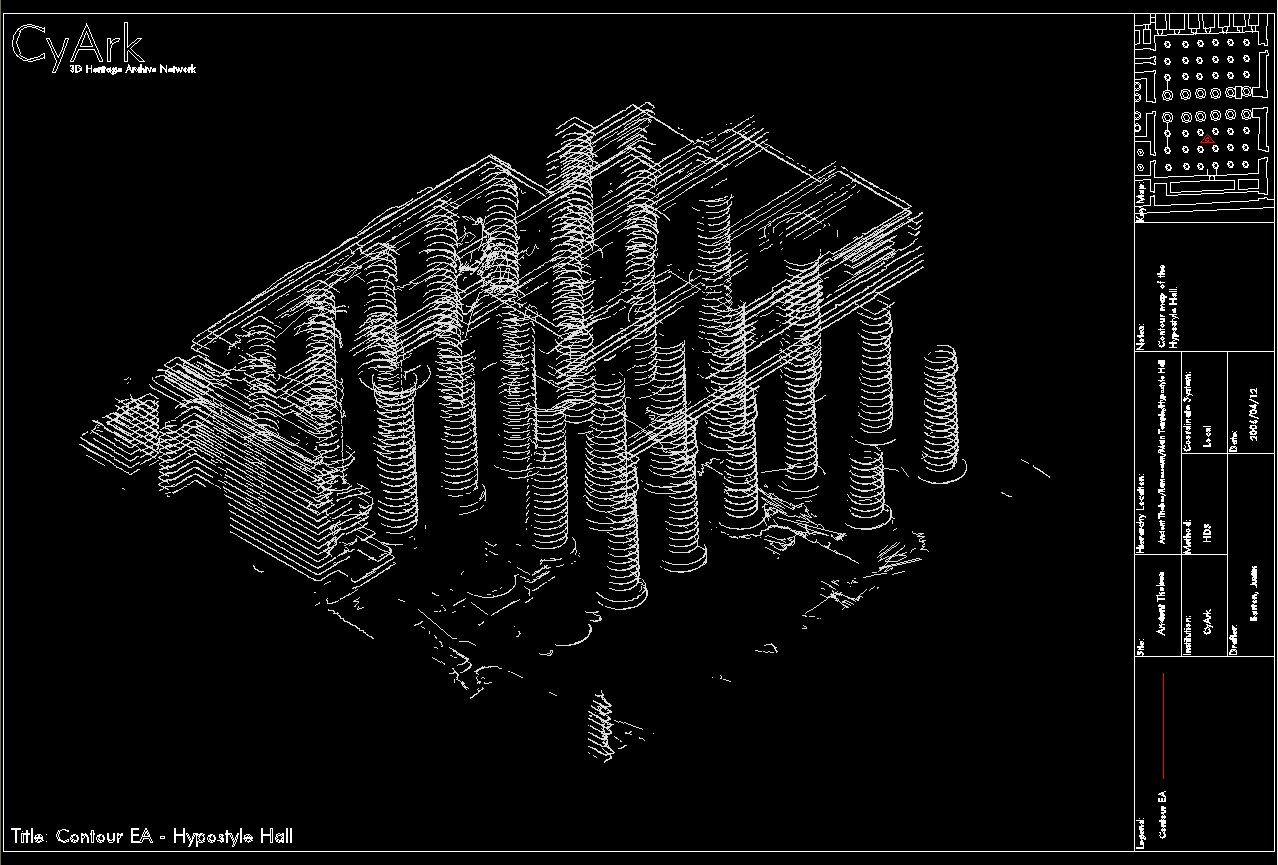
Contour Image of Thebes' Ramesseum Hypostyle Hall, Egypt, cut from a Laser Scan.
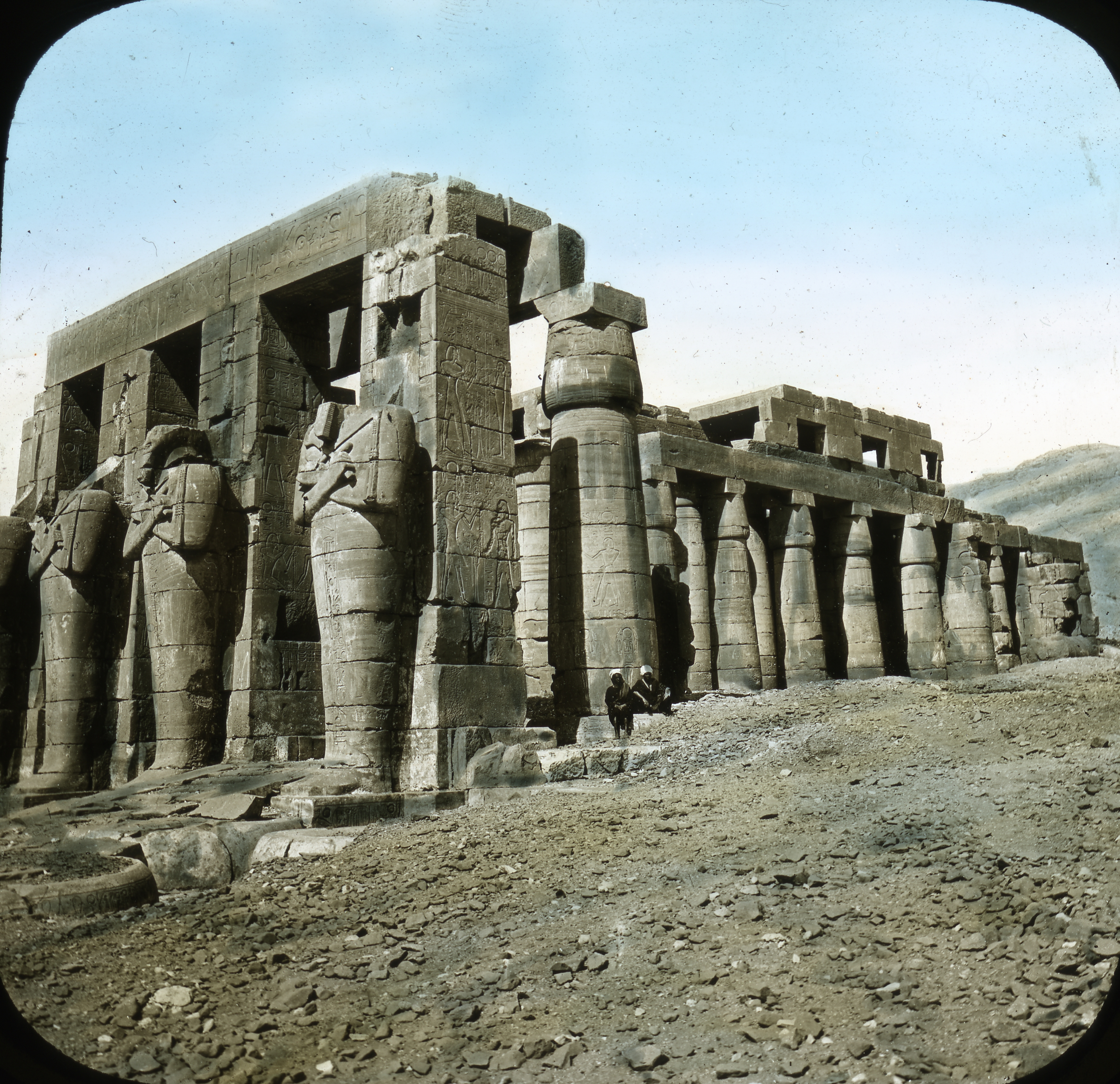
Thebes: Ramesseum., n.d., This slide colored by Joseph Hawkes. Brooklyn Museum Archives (S10.08 Thebes, image 9926).
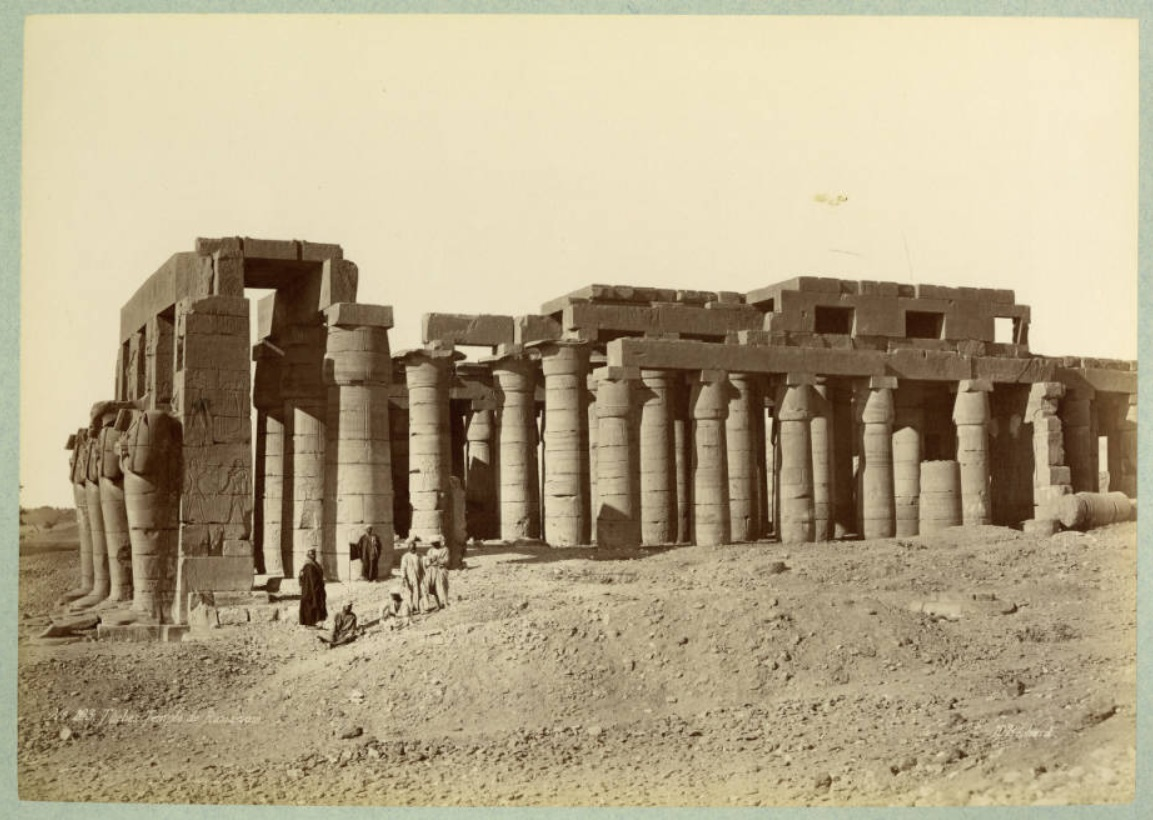
Thebes Temple de Ramaseum

## 外部連結
- University College London: Plan of the Ramesseum site （页面存档备份，存于）
- Ramesseum Digital Media Archive (photos, laser scans, panoramas), data from an Egyptian Supreme Council of Antiquities/CyArk research partnership
- The Younger Memnon (British Museum)
- Ozymandias (Shelley)
- Ramesseum picture gallery at Remains.se
- 1830 drawing Archive.today的存檔，存档日期2012-12-23 by Charles Franklin Head, at the Victoria and Albert Museum, London.